# Kosmodrom Alcântara
Kosmodrom Alcântara – brazylijski ośrodek do wystrzeliwania rakiet kosmicznych ze sztucznymi satelitami położony w pobliżu miasta Alcântara, nad Oceanem Atlantyckim. Położony najbliżej równika kosmodrom na świecie. Zarządzany przez brazylijskie siły zbrojne.
Budowę ośrodka planowano od 1979, a rozpoczęła się w 1982. Pierwszy start miał miejsce 21 lutego 1990 (rakieta sondażowa Sonda 2 XV-53). W 1994 Francja testowała tu rakiety Ongoron I i II.
22 sierpnia 2003 miała tu miejsce katastrofa rakiety VLS-1. Zginęło w niej 21 pracowników kosmodromu (rannych nie było). Zniszczone stanowisko startowe odbudowywane z pomocą Rosji.
Z uwagi na dogodne położenie, rząd Brazylii chce, aby w Alcantara zaistniał w przyszłości również ośrodek cywilny zarządzany przez Brazylijską Agencję Kosmiczną i z którego będzie startowało wiele rakiet komercyjnych. W 2003 podpisano wstępne porozumienia w tej sprawie z Ukrainą (rakieta Cyklon-4) i Izraelem (rakieta Shavit). Rosjanie widzą tu miejsce do startów dla swoich rakiet Proton i Angara, a Chińczycy dla rakiet Chang Zheng 4.
Planom rządu Brazylii stanowczo sprzeciwiają się mieszkający w okolicach rolnicy i mieszkańcy wsi, obawiający się przymusowego przesiedlenia.